# Страмбино
Страмбѝно (на италиански: Strambino; на пиемонтски: Strambin, Страмбин) е малък град и община в Метрополен град Торино, регион Пиемонт, Северна Италия. Разположен е на 250 m надморска височина. Към 1 януари 2023 г. населението на общината е 6053 души, от които 364 чужди граждани.

## География, административно деление и население
Община Страмбино се издига в район, образуван от голям плейстоценов ледник, който с течение на времето пренася множество отломки, образували моренов релеф – т. нар. Моренов амфитеатър на Ивреа.
Намира се в североизточната част на Метрополен град Торино, по склоновете на моренов хълм, който прекъсва алувиалната равнина на река Дора Балтеа, в долната част на района на Канавезе. Разположен е на хълмиста местност и е заобиколен от множество райони, използвани за обработка. Историческият център е средновековен, с тесни улички и важни сгради като замъка и историческите църкви. Около него са модерните квартали, построени през 60-те и 70-те години на 20 век.
Граничи със следните 7 общини: Романо Канавезе, Мерченаско, Вестиние, Кандия Канавезе, Каравино, Виске и Ивреа. Намира се на 38 km от Торино и на 102 km от Милано.
Има следните подселища (на итал. frazioni): Чероне, Кроте, Кароне  и Реалицио.
Част е от общинското обединение „Малък моренов амфитеатър на Канавезе“ (Piccolo Anfiteatro Morenico Canavesano) заедно с Романо Канавезе, Мерченаско, Скарманьо, Пероза Канавезе и Сан Мартино Канавезе.
Към 1 януари 2023 г. населението на общината е 6053 души, от които 364 чужди граждани, сред които преобладават гражданите на Румъния (236 души). Има един български гражданин.

## Икономика
Селското стопанство има важна роля: отглеждат се зърнени култури, пшеница, лозя, фураж и овощни дървета, говеда, свине, кози, коне и птици. Индустрията се състои от компании, работещи в следните сектори: хранителна, металургична, електронна, строителна, текстилна, машинна, печатна, опаковъчна, обработка на каучукови и пластмасови изделия, добив на пясък, чакъл и глина, кожени изделия, дървообработване, производство на селскостопанска техника, предавателно оборудване за радиоразпръскване, телевизия и телефонна и телеграфна мрежа, мебелна промишленост. Третичният сектор включва достатъчна търговска мрежа и набор от услуги, сред които банкиране, застраховане, недвижими имоти и информационни технологии.

## Топоним
В средновековни документи от 996 г. е споменато Strambinus, което идва от латинското Strambus за класическото Strabus, чиято семантична стойност може да съвпадне с тази на пиемонтското stranb (крив), вероятно оправдано от местоположението на селището по наклонен хълм.

## История
През периода на Вюрм (последната ледникова фаза на кватернера) на мястото на днешно Страмбино има моренов остров, окъпан от водите на Голямото езеро на Ивреа. В продължение на хилядолетия пейзажът се променя от езерен към речен: басейнът на река Дора Балтеа изкопава красивата тераса от Страмбино към Мерченаско отдясно, докато отляво по подобен начин потокът Киузела ерозира почвата на днешната местност Куилико нагоре до подселище Чероне.
Въпреки района, показващ следи от римската центуризация, първите исторически източници са от края на 10 век: от дарение от 4 септември 996 г. става ясно за съществуването на селището, където Гизелфредус (от сем. Авогадри) вероятно е dominus loci (господар на мястото от лат.).
В непосредствена близост до центъра на Маркграфство Ивреа, Страмбино е част от владенията както на Адруин, така и на епископите на Ивреа. Началото на зависимостта му от църквата на Ивреа не е известно, но първата атестация датира от 1161 г., когато някои си Баямондо, Алберто и Енрико прехвърлят своите имоти на Курията в лицето на епископ Гуидо. Властта на епископа на Ивреа над Страмбино е потвърдена през 1223 г. от папа Хонорий III. В продължение на повече от век селището е сред владенията на Църквата: допълнително разделено на малки феоди, впоследствие е дадено на благородническите родове Де Кастро и Де Вила. След смъртта на Отоне де Вила през 1244 г. влиянието на тези верни на епископа семейства намалява и те биват изключени от властта с увеличаването на властта на графовете Сан Мартино.
Подобно на целия район на Канавезе Страмбино също претърпява последиците от кървавите граждански войни между гвелфите и гибелините: разногласията между местните благородници благоприятстват настъпването на Савойската династия в началото на 14 век. Векът се характеризира с бунта на Тукини-те, който избухва през 1391 г. Междувременно в начало на века едно ново семейство заплашва да отслаби правата на владение на графовете Сан Мартино: графовете Валперга Мазино, които през 1391 г. получават от граф Амадей VIII Савойски инвеститурата на някои владения на Страмбино. През 1438 г. тези две семейства обнародват съвместно ново законодателство. Уставите са разделени на глави, засягащи най-различни теми: избора на консули, битки,  побои, рани, убийства, нарушители, блудници, отровители, хулители, крадци, подпалвачи, измамници, клеветници, лъжесвидетели и т.н.
През 16 век в пиемонтските земи френската и испанската армия се сблъскват няколко пъти със сериозни щети за населението.
Феодът на Страмбино и неговото васалитет към Савойската корона продължават да съществуват до 1797 г., когато графовете Сан Мартино стават пълноправни собственици на замъка и околните земи.
Периодът на стабилност, създаден след френското нашествие, продължава до началото на 19 век. През 1800 г. Наполеон Бонапарт преминава Гран Сан Бернардо и след като превзема Ивреа, се изправя пред победната битка на моста над Киузела, североизточно от Страмбино. През 1867 г. селището е засегнато от холерна епидемия, по време на която над 200 души губят живота си. През 19 век Страмбино играе важна роля в текстилната промишленост, което дава тласък на града до средата на 20 век.

## Забележителности

### Военна архитектура

#### Замък на Страмбино
Комплексът на замъка на Страмбино се намира на издигнато положение, в северната част на Страмбино. Състои се от няколко сгради, принадлежащи към различни епохи, агрегирани в следващи периоди - от XI до XVII век. По същество включва три лесно разпознаваеми ядра: Ардуинов замък от XI век, Готически замък от XIV - XV век и до днес обитаеми благороднически домове от XVII век. 

### Градска архитектура

#### Кметство
Кметството (Il Palazzo del Comune) е от неокласическата епоха, е една от най-големите и разкошни общински сгради в района на Канавезе. То е приписвано на Франческо Мартели и е проектирано през 1819 г. Строителните работи обаче продължават дълго. Сградата в сегашния ѝ вид датира от 1862 г.
Първо е построено крилото, вървящо от север на юг, което ограничава сегашния площад от западната страна. Става въпрос за разширяване и обновяване на вече съществуващи сгради, закупени от Общината нарочно. Вторият ръкав е построен между 1845 и 1847 г.  През 1846 г. Катанео, гипсови орнаментьори и художници украсяват някои помещения на сградата. Ценен сред тях е таванът на Залата на Съвета със стенописи на Катанео.
В тази фаза камбанарията се издига само до височината на покрива. Едва през 1862 г. тя е повдигната с още 24,50 метра над нивото на корниза и след разрушаването на общинската кула, присъединена към Енорийската църква през 1865 г., камбаните са пренесени там.

### Религиозна архитектура

#### Енорийска църква „Св. св. Михаил и Солутор“
Проектът за Енорийската църква (Chiesa parrocchiale Santi Michele e Solutore) се осъществява благодарение на голямото завещание на Джузепе Иноченти Галиноти - обущар от Валсезия, който, след като мести в Страмбино, където е занаятчия, натрупва парично и имуществено богатство. През 1764 г. арх. Карло Андреа Рана представя своя проект за църква. Конструкцията на сградата е необичайна: мощни тухлени завеси, сред които се открояват единични подпори, подчертават, заедно с тънката камбанария, издигането на сградата нагоре. Същите обеми, в тухлено червен цвят, създават и особена игра на светлосенки, които подчертават вертикалността на сградата. Интериорът е с форма на венче с венчелистчета. Централното тяло, четирите странични параклиса и атриумът са с елипсовидна форма, а презвитерият е с кръгъл план. От него се влиза в осмоъгълния параклис на Мадоната на молитвената броеница през две странични стълби. Широкото и хармонично движение на пространствата се подчертава от пластичността на щукатурите: черупки, свитъци, рамки, ниши, фризове се осветяват от светлината, проникваща през гигантските прозорци. Наред с пищната барокова украса на централната зала, в параклиса на Молитвената броеница е налице буйно цветово богатство, където в някои барелефи се отличава неокласическата намеса на Фердинандо Бонсиньоре. „Странността“ на планиметрията на сградата, която има формата на жаба, е в унисон с бароковите фантазии, в частност - пиемонтски, които търсят все по-нови и оригинални конфигурации. В края на XVIII век сградата е обобщение на всички големи произведения от последните два века - дело на архитекти като Гуарино Гуарини, Филипо Ювара, Бернардо Антонио Витоне, Бенедето Алфиери и др. Рана от своя страна работи до началото на 19 век и е винаги верен на възхитителното си рококо, и не желае да приеме стиловете на неокласицизма и империята. Църквата е обявена от Италианския фонд за околната среда (FAI) за национален паметник.

#### Църква на дисциплинираните
Църквата на дисциплинираните (Chiesa dei Disciplinati), по-известна като Братство на Св. Франциск и Св. Марта (Confraternita di San Francesco e Santa Marta), е построена през XVII век върху предишния ораторий на Дисциплинираните на Св. Марта. Тя се откроява с оживена барокова фасада, вмъкната между две предни части и предшествана от малко стълбище с две симетрични рампи. Нефът е разделен на две от красив бароков олтар от полихромен мрамор. Зад олтара, в отлично състояние, е дървеният хор, където навремето са се събирали братята. На тавана има стенописи, някои от които са в отлично състояние. 
През последните два века църквата претърпява няколко фази на интервенция, които променят, поне отчасти, общото ѝ оформление. Добавени са нов олтар, дървен хор и орган на Сераси, и нови декорации по свода и стените. Самата фасада е реставрирана през 1862 г., като се променят цветовете от розово на синьо и се вмъкват нови статуи, корнизи и пиластри. През 1973 г. сградата вече не е църква и е дарена на Общинската администрация на Страмбино.

#### Църква „Св. Мария на лозите“
Църквата (Chiesa di Santa Maria delle Vigne) е разположена в местността Романело. Навремето се е намирала след лозя, които към 2020 г. вече са на юг - на терена пред сградата. Нейното съществуване е документирано още през 1223 г. Сградата ѝ е реставрирана в средата на 16 век, което е видно във фасадата, организирана в два един над друг реда: долната част все още напомня за ренесансовия стил, а горната - за бароков. През последните години са сменени бароковите стъкла, пострадали от градушка.

## Събития
- Карнавал на Страмбино - в периода февруари-март
- Патронен празник, известен като "L'Incurnasiun" (Коронацията на местен диалект), води началото си от 17 век. Вдъхновен е от 1621 г. - първата коронация на статуята на Мадона на молитвената броеница, намираща се в старата енорийска църква на Св. Солутор, която през през 1786 г. е преместена в новата енорийска църква, където и до днес е обект на почитане от вярващите от Страмбино. Четвърта неделя на октомври заедно с Традиционния панаир.[11]

## Образование
- Две държавни и една частна детска градина
- Едно държавно начално училище (от 1-ви до 5-и клас вкл.)
- Едно държавно средно училище от първа степен (от 6-и до 8-и клас вкл.)
- Средните държавни училища от втора степен (от 9-и до 11-и или 12 клас вкл.) са в Калузо и Ивреа

## Култура

### Музеи и библиотеки
- Градска библиотека - със свободен безплатен достъп, има повече от 17 хил. тома[12]
- Исторически архив на общината - в Общинската палата, съхранява стари документи от 1267 до 1960 г., със свободен достъп[13]

### Религиозни центрове
- Католическа енорийска църква на Св. Михаил и Св. Солутор (Chiesa parrocchiale dei santi Michele e Solutore)
- Католическа църква „Св. св. Йоаким и Анна“ (Chiesa dei Santi Gioachino e Anna)
- Католическа църква на Мадоната на лозите (Chiesa della Madonna delle vigne)
- Католическа църква „Св. Рох“ (Chiesa di S. Rocco)
- Католическа църква „Св. Кароли“ (Chiesa San Caroli)
- Католическа църква „Св. Карл Боромейски“ (Chiesa di San Carlo Boromeo) - в подселище Кроте
- Католическа църква „Св. Йоан Кръстител “ (Chiesa di San Giovanni Battista) - в подселище Чероне
- Католическа църква „Св. епископ Грат“ (Chiesa di San Grato vescovo) - в подселище Кароне
- Католически параклис „Св. Мария на дъба“ (Cappella di Santa Maria della quercia) - в подселище Реалицио
- Зала на царството на Свидетелите на Йехова

### Културни центрове
- Салон „Унитà д'Италия“ - от 19 век и реставриран през 2014 г., използва се от общината за конференции, изложби и културни събития. Общината може да разреши използването на Залата за събития на други субекти (организации и сдружения) с особена културна или социална стойност.[14]
- Бивша църква „Св. Марта“  - собственост е на общината и се използва за изложби, концерти и културни събития.
- Многофункционален салон - поверено на концесия на асоциацията Pro Loco от Страмбино за организиране на културни, туристически и спортни събития и др.

## Спорт
- Атлетически фитнес център - на Спортна асоциация „Атлетика Страмбино“ (A.S.D. Atletica Strambino[15])
- Писта за атлетика и спортно поле на ул. Мадона дел Розарио
- Спортно поле на Страмбино
- Спортно поле на Чероне/Реалицио
- Спортно поле на Кроте
- Тенис кортове
- Фитнес зала към средното училище
- Поле за петанк на зактрито
- Полета за петанк на открито
- Местност Гиайо ди Кроте -  спортен и любителски лов и риболов

## Транспорт
- Магистрала A5 Торино – Аоста, изход Скарманьо, на 3 km
- Първостепенен междуградски път SS 26 на Вале д'Аоста
- Жп гара на линията Кивасо-Аоста
- Международни и междуконтинентални полети – летище Милано Малпенса, на 95 km; Международни и вътрешни полети – летище Торино Казеле, на 40 km
- Пристанище Генуа – на 176 km.
- Междуградски автобусни линии: GTT 108 Кивасо - Виске - Ивреа, 156 Андрате – Номальо – Ивреа, 318 Кастелнуово Нигра – Кастеламонте; ARRIVA Торино - Кивасо - Ивреа - Пон Сен Мартен; Atap 348 Каваля - Чиляно - Боргомазино - Вестиние - Ивреа